# Orallo
Orallo (Ouraḷḷu en patsuezu) es una localidad y entidad local menor perteneciente al municipio de Villablino, situado en la comarca de Laciana. Posiblemente, sus términos son los más extensos de la comarca, ya que cuenta con 30,2 kilómetros cuadrados.
Está situado en la CV-101-11, saliendo de Villablino por la CL-626 en dirección a Villager de Laciana y a la salida de esta a mano derecha se toma el desvío por donde se llega al pueblo.
Sus fiestas son Santa Marina (el 18 de julio) y San Antón (17 de enero).
La localidad de Orallo se divide en tres núcleos de población o barrios, claramente diferenciados: Los Cuarteles de Orallo (barrio minero donde se muestra la arquitectura industrial minera), el Barrio del Carbachón y Orallo pueblo.

## Demografía
Tiene una población de 190 habitantes, con 91 hombres y 99 mujeres.

## Monumentos
Como paisaje cultural, Orallo cuenta con la Iglesia de Santa Marina, con ábside y presbiterio de época medieval. Se encuentra algo apartada de la carretera principal, en un altozano y medio oculta por la arboleda. Allí está la tumba de don Juan Álvarez Carballo, personaje local inhumado en 1716.
Las ruinas de la casa-palacio de la familia Álvarez Carballo, conocida como “El Palacio” fue construida en la segunda mitad del siglo XVII. La superficie, de unos 1500 metros cuadrados, está formada por tres partes unidas entre sí; la principal, con un patio porticado en su interior, la segunda parte del edificio cuenta con un corredor sostenido por columnas que se une a la tercera zona de la propiedad, la capilla de Nuestra Señora de Guadalupe. Fue declarado Bien de Interés Cultural como edificio blasonado.
La Escuela de Orallo, obra del arquitecto Amós Salvador y Carreras fue promovida en 1914 por la Liga de Amigos de la Escuela de Laciana y costeada con la colaboración de todos los vecinos y don Octavio Álvarez Carballo y Prieto, poderoso terrateniente, inversor y político de gran autoridad en la comarca de Laciana. El edificio se construyó en memoria de don Secundino Gómez, tío de Álvarez Carballo y natural de Orallo.
También encontramos casonas blasonadas e importantes muestras de la vivienda tradicional lacianiega, cuya planta de forma de “U” cuadrada con el patio o corral encerrado, está orientada al sur. Construidas con gruesos muros de piedra y tejados de losa. Es importante destacar, la presencia de hórreos, pilones y algún molino, así como un lavadero público tradicional.

## Clima
Protegido por montañas y con una altitud de más de 1100 m, el clima local es lluvioso, con heladas frecuentes e inviernos fríos de nieves abundantes. Los veranos suelen ser secos y calurosos en las horas centrales del día.

## Historia
Una vez finalizada la Guerra Civil Española, en el barrio de Los Cuarteles de Orallo se incautó una casa familiar para albergar un campo de concentración, que sirvió de colonia de presos políticos que permanecieron durante un tiempo trabajando en las minas de carbón.

## Personalidades ilustres

### Escritores
- Emilce Núñez